# Centro de Formación Literaria Onelio Jorge Cardoso

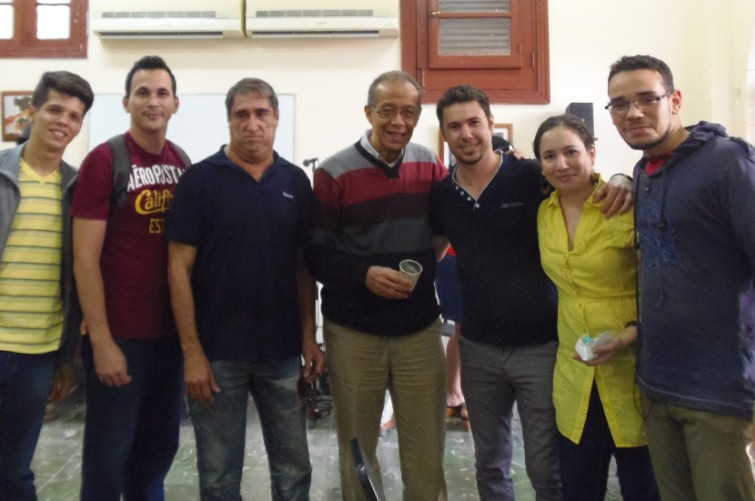
Sergio Cevedo y Eduardo Heras León, de izquierda a derecha tercero y cuarto respectivamente, ambos profesores del Centro Onelio, junto a algunos estudiantes del XV curso de Técnicas Narrativas, febrero de 2015.

Centro de Formación Literaria Onelio Jorge Cardoso. Es una institución del Ministerio de Cultura de Cuba que ayuda a que los jóvenes escritores aprendan a dominar las variadas técnicas narratológicas, siempre a partir del estudio pormenorizado de libros fundamentales para las Letras Universales donde se leen y se analizan los textos de Edgar Allan Poe, William Faulkner, Jorge Luis Borges, Ernest Hemingway o Julio Cortázar, entre otros.

## Reseña histórica
Este centro, único de su tipo en el país, heredero de las experiencias del Centro Mexicano de Escritores de los años 50, y del Movimiento de Talleres Literarios de Cuba, fue fundado en 1998 como Taller literario, con el auspicio de la Unión Nacional de Escritores y Artistas de Cuba (UNEAC), el Ministerio de Cultura y la Fundación Hivos, por Eduardo Heras León, Ivonne Galeano y Francisco López Sacha. 
A partir de esa fecha han pasado por sus aulas más de quinientos alumnos: estudiantes, trabajadores, abogados, periodistas, médicos, bioquímicos, diseñadores, ingenieros en telecomunicaciones, geógrafos, físicos, informáticos, todos jóvenes provenientes de diversos campos profesionales, y también de disímiles lugares, algunos de estos muy alejados de la capital del país, desde pequeños pueblos como Jobabo o Cacocum hasta capitales provinciales tan distantes como Guantánamo.
Por el trabajo que realiza cada año con los jóvenes narradores, y por los éxitos que ellos han alcanzado en el campo de la literatura, tanto nacional como internacionalmente, el Centro se ha convertido en una institución de referencia sobre la narrativa cubana más actual.
Es una institución cultural especializada en la formación de escritores noveles. Apuesta por desarrollar el talento de los jóvenes en un ambiente de total libertad creativa. En sus cursos no sólo se forman mejores narradores, sino también mejores seres humanos, que sin dudas contribuirán al crecimiento espiritual de la nación.

## Misión
Han definido su misión en cuatro líneas esenciales: 
1. Ofrecer a los mejores talentos jóvenes del país los conocimientos teórico - técnicos y la experiencia práctica para afrontar el oficio de la literatura con el rigor necesario.
2. Estimular la creación literaria de los jóvenes narradores y su inserción en el contexto de la cultura nacional.
3. Fortalecer la colaboración con los talleres literarios en todo el país.
4. Promover el intercambio con centros culturales de perfil similar en América Latina y Europa, y con escritores extranjeros que visiten el país.

## Actividades que desarrolla
Las principales actividades que desarrolla el Centro Onelio Jorge Cardoso son las siguientes: 
- Curso anual de técnicas narrativas: Es la actividad fundamental. En él se explican las principales herramientas con que puede contar el narrador a la hora de escribir, respaldado por un volumen de más de mil páginas donde aparecen textos de grandes escritores como Edgar Allan Poe, Antón Chejov, William Faulkner, Jorge Luis Borges, Ernest Hemingway, Gabriel García Márquez, Mario Vargas Llosa, Julio Cortázar, entre otros. La edad de los aspirantes al curso debe estar comprendida entre los 16 y 35 años.

- Premio César Galeano: Concurso de cuento organizado para los alumnos de cada año.

- Becas de creación “El caballo de coral”: Se entregan cinco becas anuales a los alumnos del curso de técnicas narrativas por proyectos de libros, que después si su calidad lo demuestra son publicados por la editorial del Centro, Ediciones Cajachina, o por otras editoriales a las que se le recomiende el libro.

- Concurso internacional de minicuentos “El dinosaurio”: Se convoca anualmente (a partir de 2006 de manera internacional), junto con el Centro Provincial del Libro y la Literatura de Sancti Spíritus y el Instituto Cubano del Libro. Es el certamen literario que más patrocinadores tiene en el país. Con los ganadores del mismo se hace una antología, que es publicada en por Ediciones Cajachina y el Centro provincial del Libro y la Literatura de Sancti Spíritus.

- Publicación trimestral de la revista “El Cuentero”: Es una revista que continúa la tradición de las desaparecidas “El cuento” (de México), dirigida por Edmundo Valadés, y “Puro cuento” (de Argentina), dirigida por Mempo Giardinelli. En ella se publica lo mejor de la joven cuentística nacional e internacional (en especial de egresados del Centro que se destaquen en el panorama literario), así como reflexiones teóricas sobre las técnicas y el pensamiento narrativo de todos los tiempos.

- Ediciones Cajachina, la editorial del Centro: Para promocionar la obra de alumnos y graduados, y publicar trabajos teóricos que ayuden a la formación de los jóvenes narradores en el curso de técnicas narrativas.

- Curso de guiones: Con el objetivo de formar jóvenes guionistas interesados en la producción de audiovisuales para el cine y la televisión, para egresados del curso de técnicas narrativas.

- Seminarios a graduados: Encuentros regionales con graduados para cursos de actualización teórica y discusión de sus textos.
- Servicios a alumnos y a graduados:
  - Sala de computación (impresión de textos, acceso a Internet y correo electrónico).
  - Biblioteca (especializada en narrativa).
  - Videoteca (al servicio del curso de guiones que se ofrece a egresados y del programa cultural del Centro).